# Четници у окупираној Србији (1916—1918)
Краљевину Србију су окупирале Аустроугарска и Краљевина Бугарска 1. јануара 1916. године. Главни ђенералштаб Војске Краљевине Србије послао је ветерана Косту Пећанца у Топлички округ да организује герилски устанак. Неколико четничких (герилских) одреда успостављено је широм окупиране територије.

## Позадина
У октобру 1915. године, Краљевина Србија, која је током 1914. године успјела да издржи и одбије три аустроугарске инвазије, нашла се поново на удару. Ова пута, то је био заједнички аустроугарски, бугарски и њемачки напад из два различита правца који су предводиле аустроугарске 3. армија, њемачка 11. армија и бугарска 1. и 2. армија. Надбројана и надјачана, Војска Краљевине Србије поражена је у децембру 1915. Међутим, умјесто предаје и капитулације, српске војне и политичке вође одлучиле су се на дуго и мукотрпно повлачење на југ према Албанији у нади да ће се доласком на јадранску обалу евакуисати и прегруписати. Као резултат тога, снаге Централних сила су окупирале цјелокупну територију Краљевине Србије. У непосредној подјели плијена, Краљевине Бугарска је добила подручје Поморавља, које је било мета бугарских националиста.

## Одреди
- Топлички-јужноморавски (централни) одред, командант Коста Пећанац,
- Јабланички одред, командант Милинко Влаховић, затим Димитрије Беговић,
  - Туларски батаљон, командант Милан Ђуровић,
  - Други јабланички батаљон, командант Иван Плавшић,
  - Реткоцерски батаљон,
  - Гајтански одред,
  - Медвеђки одред,
- Ибарско-копаонички одред, командант Коста Војиновић,
- Пиротски одред, командант Јован Радовић,
- Крајински одред. командант Тошко Влаховић
- Чета Уроша Рудинца

- Коста Пећанац, 1916
- Коста Војиновић
- Милинко Влаховић
- Тошко Влаховић
- Урош Костић Рудинац
- Димитрије Димитријевић Мита

## Топлички устанак
У септембру 1916, српски ђенералштаб послао је Косту Пећанца у Топлички округ да организује герилски устанак. Ту, Пећанац ступа у контакт са неколико група и уједињује снаге са мјесним вођом Костом Војиновићем и онда заједно успостављају штаб на планини Копаоник. Током јануара и фебруара 1917. Бугари су започели регрутацију Срба у војску, а стигле су гласине да су савезници стигли до Скопља, тако да је требало да Срби подигну устанак. Одлука о дизању устанка је донесена и 21. фебруара у близини ријеке Топлице. Вође устанка су окупиле неколико стотина устаника који су освојили Прокупље и Куршумлију. Пећанац је покушао добити албанску подршку устанку, али без успјеха. Бугарски контранапад почео је 15. марта под командом Александра Протогерова, укључујући снаге ВРМО вођене Танетом Николовим. Бугарске и аустроугарске власти радиле су заједно. У борбама, један од вођа ВМРО Тодор Александров, који је служио као официр бугарске војске, командовао је најнасилнијим акцијама које је починила паравојска. Након неколико дана борбе, Бугари су ушли у Прокупље 14. марта, а Аустроугари у Куршумлију. До 25. марта, Бугарска је прогласила крај операција. У борбама је убијено неколико хиљада људи, укључујући и велики број цивила. У априлу 1917, Коста Пећанац и његови герилци су напали жељезничку станицу. Дана 15. маја, Пећанац је дошао на стару бугарску границу и напао Босилеград, који је био спаљен. Затим се његова група повукла на Косово, које је било под контролом Аустроугарске у то вријеме. Савезници су отворили нови фронт у Солуну у јуну, али Војска Краљевине Србије није могла да се пробије кроз бугарске линије. Након поновног појављивања на кратко вријеме, у септембру—октобру 1917. године Пећанац поново нестаје. У октобру 1917. године Аустроугарска команда је направила паравојну јединицу састављену у потпуности од Албанаца да би се разрачунала са остатком побуњеника. Крајем децембра 1917. године је убијен Коста Војиновић.